# Dariusz Suska

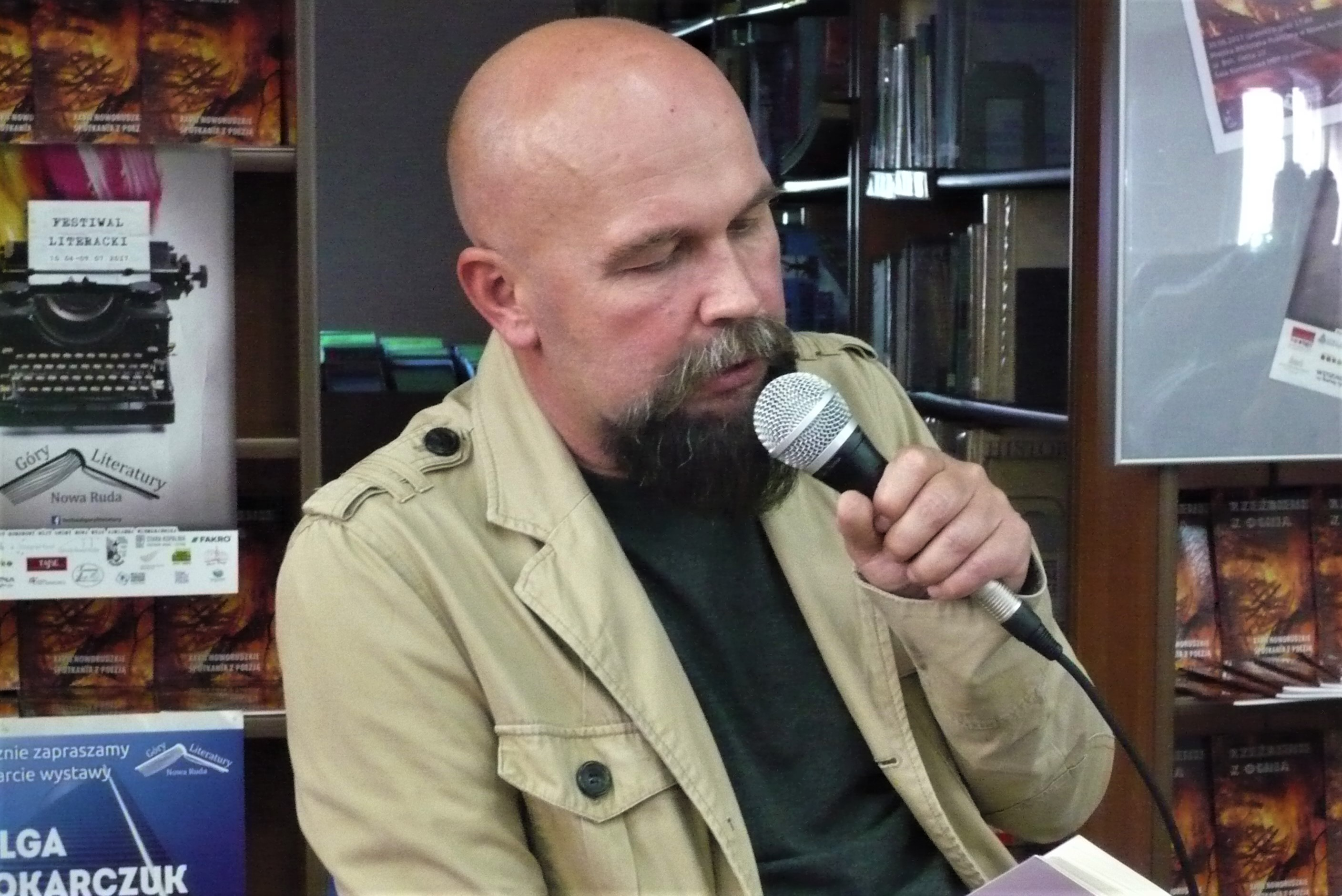
Dariusz Suska (2017)

Dariusz Suska (* 3. Juni 1968 in Złotoryja) ist ein polnischer Lyriker.

## Leben
Suska besuchte die Grundschule in Złotoryja und von 1983 das Gymnasium in Breslau. Nach dem Abitur 1987 studierte er Angewandte Physik an der Technischen Universität Breslau. Als Dichter debütierte er 1989 in der von ihm mitredigierten Studentenzeitschrift Na Indeksie. Da er 1990 den Wehrdienst verweigerte, wurde ihm sein drittes Studienjahr nicht angerechnet. Er wechselte an die Universität Breslau, wo er 1993 sein Physikstudium mit einem Absolutorium abschloss. 1995 siedelte er nach Warschau um und arbeitete als Journalist, zunächst für Życie Warszawy bis 1996, dann für Życie von 1996 bis 1998 und schließlich für Gazeta Wyborcza von 1998 bis 2005. Daneben erwarb er 1999 den Magister an der Universität Warschau und nahm von 2000 bis 2001 ein postgraduelles Studium der Informatik auf. Seit 2005 arbeitet er als beratender Redakteur beim Fernsehsender TVN.
Er wohnt in Warschau.

## Publikationen
- Rzeczy, które były światem, 1992
- DB6160221, 1997
- Wszyscy nasi drodzy zakopani, 2000
- Cała w piachu, 2004
- Czysta ziemia. 1998–2008, 2008
- Duchy dni, 2012
- Ściszone nagle życie, 2016

## Nominierungen
- 2005: Finalist des Nike-Literaturpreises für Cała w piachu
- 2013: Finalist des Literaturpreis Gdyniaes in der Kategorie Dichtung für Duchy dni
- 2017: Finalist des Literaturpreis Gdyniaes in der Kategorie Dichtung für Ściszone nagle życie